# 賽道記憶體
賽道記憶體（英語：Racetrack memory），又稱磁疇壁記憶體（domain-wall memory，DWM），一種實驗中的非揮發性記憶體，由IBM所屬的阿爾馬登研究中心（Almaden Research Center）研發，研發小組由IBM院士斯圖爾特·帕金（Stuart Parkin）領導。在2002年開始研發，2008年已做出3位元版本。它的資料儲存密度比現有的快閃記憶體（flash memory）還高，與現有的硬碟技術接近，可以作為通用型記憶體（Universal memory）使用。